# Blanchard (Pennsilvània)
Blanchard és una concentració de població designada pel cens dels Estats Units a l'estat de Pennsilvània. Segons el cens del 2000 tenia 621 habitants.

## Demografia
Segons el cens del 2000, Blanchard tenia 621 habitants, 242 habitatges, i 180 famílies. La densitat de població era de 199,8 habitants per quilòmetre quadrat.
Dels 242 habitatges en un 32,2% hi vivien nens de menys de 18 anys, en un 60,3% hi vivien parelles casades, en un 8,3% dones solteres, i en un 25,6% no eren unitats familiars. En el 21,5% dels habitatges hi vivien persones soles el 12,8% de les quals corresponia a persones de 65 anys o més que vivien soles. El nombre mitjà de persones vivint en cada habitatge era de 2,54 i el nombre mitjà de persones que vivien en cada família era de 2,91.
Per edats la població es repartia de la següent manera: un 24,8% tenia menys de 18 anys, un 8,1% entre 18 i 24, un 25,4% entre 25 i 44, un 24,5% de 45 a 60 i un 17,2% 65 anys o més.
L'edat mediana era de 39 anys. Per cada 100 dones de 18 o més anys hi havia 89,1 homes.
La renda mediana per habitatge era de 31.042 $ i la renda mediana per família de 37.813 $. Els homes tenien una renda mediana de 27.014 $ mentre que les dones 19.183 $. La renda per capita de la població era de 17.836 $. Entorn del 3,9% de les famílies i el 9,9% de la població estaven per davall del llindar de pobresa.

## Poblacions més properes
El següent diagrama mostra les poblacions més properes.